# Indy Pro 2000 Championship 2020
Het Indy Pro 2000 Championship 2020 was het 22e kampioenschap van het Indy Pro 2000 Championship en het tweede onder deze naam. Regerend kampioen Kyle Kirkwood was overgestapt naar de Indy Lights. Sting Ray Robb werd kampioen met zeven overwinningen.

## Teams en rijders
| Team                            | Nr | Coureur             | Races            |
| ------------------------------- | -- | ------------------- | ---------------- |
| Abel Motorsports                | 51 | Jacob Abel          | 6-7, 11-15       |
| Andretti Steinbrenner Autosport | 17 | Devlin DeFrancesco  | Alle             |
| BN Racing with Team Benik       | 36 | Jacob Loomis        | 1-5, 8-10        |
| BN Racing with Team Benik       | 37 | Sabré Cook          | 1-5              |
| DEForce Racing                  | 6  | Moisés de la Vara   | 1-12, 16-17      |
| DEForce Racing                  | 7  | Kory Enders         | 3-17             |
| DEForce Racing                  | 8  | Manuel Sulaimán     | Alle             |
| DEForce Racing                  | 9  | Parker Thompson     | Alle             |
| Exclusive Autosport             | 1  | Braden Eves         | 1-10             |
| Exclusive Autosport             | 90 | Tristan Charpentier | 16-17            |
| FatBoy Racing!                  | 83 | Charles Finelli     | 1-7, 11-17       |
| Juncos Racing                   | 2  | Sting Ray Robb      | Alle             |
| Juncos Racing                   | 42 | Artjom Petrov       | Alle             |
| Juncos Racing                   | 69 | Nate Aranda         | 1-6, 8-10, 16-17 |
| Legacy Autosport                | 20 | Kody Swanson        | 6-7              |
| Pabst Racing                    | 18 | Hunter McElrea      | Alle             |
| Pabst Racing                    | 19 | Colin Kaminsky      | Alle             |
| Pabst Racing                    | 57 | Bob Kaminsky        | 1-5, 8-12        |
| Turn 3 Motorsport               | 3  | Antoine Comeau      | 1-15             |
| Turn 3 Motorsport               | 3  | Rasmus Lindh        | 16-17            |
| Turn 3 Motorsport               | 68 | Danial Frost        | Alle             |

## Kalender en uitslagen
Op 12 september 2019 werd de oorspronkelijke kalender voor het seizoen 2020 bekend gemaakt. Het seizoen zou bestaan uit achttien races: twee ovals, vier stratencircuits en twaalf wegraces. Vanwege de coronapandemie werden echter een aantal races afgelast, terwijl er tijdens andere raceweekenden een race aan het schema werd toegevoegd.
| Race | Datum        | Circuit                                     | Locatie            | Pole position      | Snelste ronde      | Meeste ronden aan de leiding | Winnaar            | Team                            |
| ---- | ------------ | ------------------------------------------- | ------------------ | ------------------ | ------------------ | ---------------------------- | ------------------ | ------------------------------- |
| 1    | 10 juli      | Road America                                | Elkhart Lake, WI   | Devlin DeFrancesco | Manuel Sulaimán    | Devlin DeFrancesco           | Danial Frost       | Turn 3 Motorsport               |
| 2    | 10 juli      | Road America                                | Elkhart Lake, WI   | Manuel Sulaimán    | Braden Eves        | Artjom Petrov                | Artjom Petrov      | Juncos Racing                   |
| 3    | 29 juli      | Mid-Ohio Sports Car Course                  | Lexington, OH      | Braden Eves        | Hunter McElrea     | Braden Eves                  | Braden Eves        | Exclusive Autosport             |
| 4    | 30 juli      | Mid-Ohio Sports Car Course                  | Lexington, OH      | Braden Eves        | Jacob Loomis       | Artjom Petrov                | Artjom Petrov      | Juncos Racing                   |
| 5    | 30 juli      | Mid-Ohio Sports Car Course                  | Lexington, OH      | Jacob Loomis       | Danial Frost       | Sting Ray Robb               | Sting Ray Robb     | Juncos Racing                   |
| 6    | 22 augustus  | Lucas Oil Raceway                           | Clermont, IN       | Manuel Sulaimán    | Manuel Sulaimán    | Kody Swanson                 | Kody Swanson       | Legacy Autosport                |
| 7    | 29 augustus  | World Wide Technology Raceway at Gateway    | Madison, IL        | Devlin DeFrancesco | Braden Eves        | Devlin DeFrancesco           | Devlin DeFrancesco | Andretti Steinbrenner Autosport |
| 8    | 3 september  | Indianapolis Motor Speedway (binnencircuit) | Speedway, IN       | Artjom Petrov      | Sting Ray Robb     | Sting Ray Robb               | Sting Ray Robb     | Juncos Racing                   |
| 9    | 4 september  | Indianapolis Motor Speedway (binnencircuit) | Speedway, IN       | Sting Ray Robb     | Sting Ray Robb     | Sting Ray Robb               | Sting Ray Robb     | Juncos Racing                   |
| 10   | 4 september  | Indianapolis Motor Speedway (binnencircuit) | Speedway, IN       | Sting Ray Robb     | Sting Ray Robb     | Sting Ray Robb               | Sting Ray Robb     | Juncos Racing                   |
| 11   | 12 september | Mid-Ohio Sports Car Course                  | Lexington, OH      | Danial Frost       | Hunter McElrea     | Manuel Sulaimán              | Manuel Sulaimán    | DEForce Racing                  |
| 12   | 13 september | Mid-Ohio Sports Car Course                  | Lexington, OH      | Manuel Sulaimán    | Manuel Sulaimán    | Sting Ray Robb               | Sting Ray Robb     | Juncos Racing                   |
| 13   | 10 oktober   | New Jersey Motorsports Park                 | Millville, NJ      | Devlin DeFrancesco | Devlin DeFrancesco | Devlin DeFrancesco           | Devlin DeFrancesco | Andretti Steinbrenner Autosport |
| 14   | 11 oktober   | New Jersey Motorsports Park                 | Millville, NJ      | Sting Ray Robb     | Colin Kaminsky     | Sting Ray Robb               | Sting Ray Robb     | Juncos Racing                   |
| 15   | 11 oktober   | New Jersey Motorsports Park                 | Millville, NJ      | Colin Kaminsky     | Manuel Sulaimán    | Manuel Sulaimán              | Manuel Sulaimán    | DEForce Racing                  |
| 16   | 24 oktober   | Stratencircuit Saint Petersburg             | St. Petersburg, FL | Sting Ray Robb     | Sting Ray Robb     | Sting Ray Robb               | Sting Ray Robb     | Juncos Racing                   |
| 17   | 25 oktober   | Stratencircuit Saint Petersburg             | St. Petersburg, FL | Sting Ray Robb     | Sting Ray Robb     | Hunter McElrea               | Hunter McElrea     | Pabst Racing                    |

Afgelaste races naar aanleiding van de coronapandemie
| Datum           | Circuit                         | Locatie      |
| --------------- | ------------------------------- | ------------ |
| 25-26 april     | Circuit of the Americas         | Austin, TX   |
| 11-12 juli      | Stratencircuit Toronto          | Toronto, ON  |
| 11-13 september | Portland International Raceway  | Portland, OR |
| 19-20 september | WeatherTech Raceway Laguna Seca | Monterey, CA |

## Kampioenschap
| Pos | Rijder              | ROA | ROA | MOH | MOH | MOH | LOR | GAT | IMS | IMS | IMS | MOH | MOH | NJMP | NJMP | NJMP | STP | STP | Punten |
| --- | ------------------- | --- | --- | --- | --- | --- | --- | --- | --- | --- | --- | --- | --- | ---- | ---- | ---- | --- | --- | ------ |
| 1   | Sting Ray Robb      | 5   | 2   | 10  | 3   | 1*  | 6   | 4   | 1*  | 1*  | 1*  | 4   | 1*  | 2    | 1*   | 3    | 1*  | 5   | 437    |
| 2   | Devlin DeFrancesco  | 2*  | 4   | 7   | 2   | 3   | 4   | 1*  | 4   | 2   | 8   | 14  | 11  | 1*   | 10   | 10   | 7   | 6   | 341    |
| 3   | Danial Frost        | 1   | 3   | 2   | 8   | 11  | 5   | 5   | 5   | 5   | 9   | 2   | 5   | 12   | 5    | 7    | 2   | 3   | 329    |
| 4   | Artjom Petrov       | 13  | 1*  | 5   | 1*  | 8   | 9   | 3   | 10  | 3   | 3   | 5   | 4   | 5    | 3    | 11   | 3   | 9   | 326    |
| 5   | Hunter McElrea      | 15  | 15  | 8   | 6   | 2   | 2   | 11  | 2   | 6   | 2   | 3   | 9   | 6    | 4    | 5    | 4   | 1*  | 320    |
| 6   | Manuel Sulaimán     | 16  | 11  | 4   | 5   | 6   | 3   | 7   | DNS | 14  | 4   | 1*  | 7   | 3    | 11   | 1*   | 5   | 10  | 289    |
| 7   | Parker Thompson     | 14  | 16  | 3   | 4   | 4   | 10  | 6   | 3   | 4   | 5   | 13  | 2   | 4    | 2    | 4    | 13  | 12  | 283    |
| 8   | Colin Kaminsky      | 3   | 6   | 6   | 15  | 16  | 8   | 13  | 6   | 11  | 10  | 6   | 6   | 7    | 8    | 2    | 9   | 2   | 252    |
| 9   | Antoine Comeau      | 8   | 7   | 15  | 11  | 7   | 13  | 8   | 7   | 12  | 14  | 9   | 10  | 8    | 7    | 9    |     |     | 181    |
| 10  | Kory Enders         |     |     | 17  | 17  | 5   | 14  | 9   | 8   | 13  | 11  | 8   | 14  | 10   | 9    | 6    | 14  | 7   | 164    |
| 11  | Braden Eves         | 4   | 5   | 1*  | 9   | 9   | 7   | 2   | 12  | DNS | DNS |     |     |      |      |      |     |     | 163    |
| 12  | Moisés de la Vara   | 7   | 8   | 16  | 7   | 12  | 11  | 15  | 11  | 7   | 6   | 10  | 8   |      |      |      | 8   | 13  | 163    |
| 13  | Nate Aranda         | 9   | 9   | 12  | 10  | 13  | DNS |     | 9   | 9   | 12  |     |     |      |      |      | 10  | 8   | 109    |
| 14  | Jacob Abel          |     |     |     |     |     | 12  | 10  |     |     |     | 7   | 3   | 9    | 6    | 8    |     |     | 107    |
| 15  | Charles Finelli     | 12  | 13  | 14  | 14  | 14  | DNS | 14  |     |     |     | 12  | 13  | 11   | DNS  | DNS  | 12  | 14  | 92     |
| 16  | Bob Kaminsky        | 11  | 12  | 13  | 13  | 10  |     |     | 14  | 10  | 13  | 11  | 12  |      |      |      |     |     | 91     |
| 17  | Jacob Loomis        | 6   | 14  | 9   | 16  | DSQ |     |     | 13  | 8   | 7   |     |     |      |      |      |     |     | 76     |
| 18  | Kody Swanson        |     |     |     |     |     | 1*  | 12  |     |     |     |     |     |      |      |      |     |     | 60     |
| 19  | Sabré Cook          | 10  | 10  | 11  | 12  | 15  |     |     |     |     |     |     |     |      |      |      |     |     | 47     |
| 20  | Rasmus Lindh        |     |     |     |     |     |     |     |     |     |     |     |     |      |      |      | 6   | 4   | 34     |
| 21  | Tristan Charpentier |     |     |     |     |     |     |     |     |     |     |     |     |      |      |      | 11  | 11  | 20     |
| Pos | Rijder              | ROA | ROA | MOH | MOH | MOH | LOR | GAT | IMS | IMS | IMS | MOH | MOH | NJMP | NJMP | NJMP | STP | STP | Punten |

| Kleur       | Resultaat                       |
| ----------- | ------------------------------- |
| Goud        | Winnaar                         |
| Zilver      | 2de plaats                      |
| Brons       | 3de plaats                      |
| Groen       | 4de en 5de plaats               |
| Lichtblauw  | 6de–10de plaats                 |
| Donkerblauw | Gefinisht (buiten de Top 10)    |
| Paars       | Niet gefinisht                  |
| Rood        | Niet gekwalificeerd (DNQ)       |
| Bruin       | Teruggetrokken (Wth)            |
| Zwart       | Gediskwalificeerd (DSQ)         |
| Wit         | Niet Gestart (DNS)              |
| Blank       | Nam geen deel aan de race (DNP) |
| Blank       | Niet geracet                    |

| Toegevoegde info |                                       |
| vet              | Pole positie (1 punt)                 |
| cursief          | Snelste ronde (1 punt)                |
| *                | Meeste ronden aan de leiding (1 punt) |

| Kleur       | Resultaat                       |
| ----------- | ------------------------------- |
| Goud        | Winnaar                         |
| Zilver      | 2de plaats                      |
| Brons       | 3de plaats                      |
| Groen       | 4de en 5de plaats               |
| Lichtblauw  | 6de–10de plaats                 |
| Donkerblauw | Gefinisht (buiten de Top 10)    |
| Paars       | Niet gefinisht                  |
| Rood        | Niet gekwalificeerd (DNQ)       |
| Bruin       | Teruggetrokken (Wth)            |
| Zwart       | Gediskwalificeerd (DSQ)         |
| Wit         | Niet Gestart (DNS)              |
| Blank       | Nam geen deel aan de race (DNP) |
| Blank       | Niet geracet                    |

| Toegevoegde info |                                       |
| vet              | Pole positie (1 punt)                 |
| cursief          | Snelste ronde (1 punt)                |
| *                | Meeste ronden aan de leiding (1 punt) |

| Positie       | 1  | 2  | 3  | 4  | 5  | 6  | 7  | 8  | 9  | 10 | 11 | 12 | 13 | 14 | 15 | 16 | 17 | 18 | 19 | 20 |
| ------------- | -- | -- | -- | -- | -- | -- | -- | -- | -- | -- | -- | -- | -- | -- | -- | -- | -- | -- | -- | -- |
| Punten        | 30 | 25 | 22 | 19 | 17 | 15 | 14 | 13 | 12 | 11 | 10 | 9  | 8  | 7  | 6  | 5  | 4  | 3  | 2  | 1  |
| Punten (Oval) | 45 | 38 | 33 | 29 | 26 | 23 | 21 | 20 | 18 | 17 | 15 | 14 | 12 | 11 | 9  | 8  | 6  | 5  | 4  | 2  |

1991 · 1992 · 1993 · 1994 · 1995 · 1996 · 1997 · 1998 · 1999 · 2000 · 2001 · 2002 · 2003 · 2004 · 2005 · 2006 · 2007 · 2008 · 2009 · 2010 · 2011 · 2012 · 2013 · 2014 · 2015 · 2016 · 2017 · 2018 · 2019 · 2020 · 2021 · 2022 · 2023 · 2024 · 2025